# 正木嘉美
正木嘉美（日语：／ Masaki Yoshimi，1962年8月20日—），日本男子柔道运动员。他曾代表日本参加1986年亚洲运动会柔道比赛，获得一枚金牌。他也曾在1985年夏季世界大学生运动会上获得一枚金牌。